# PSR J1745−2900

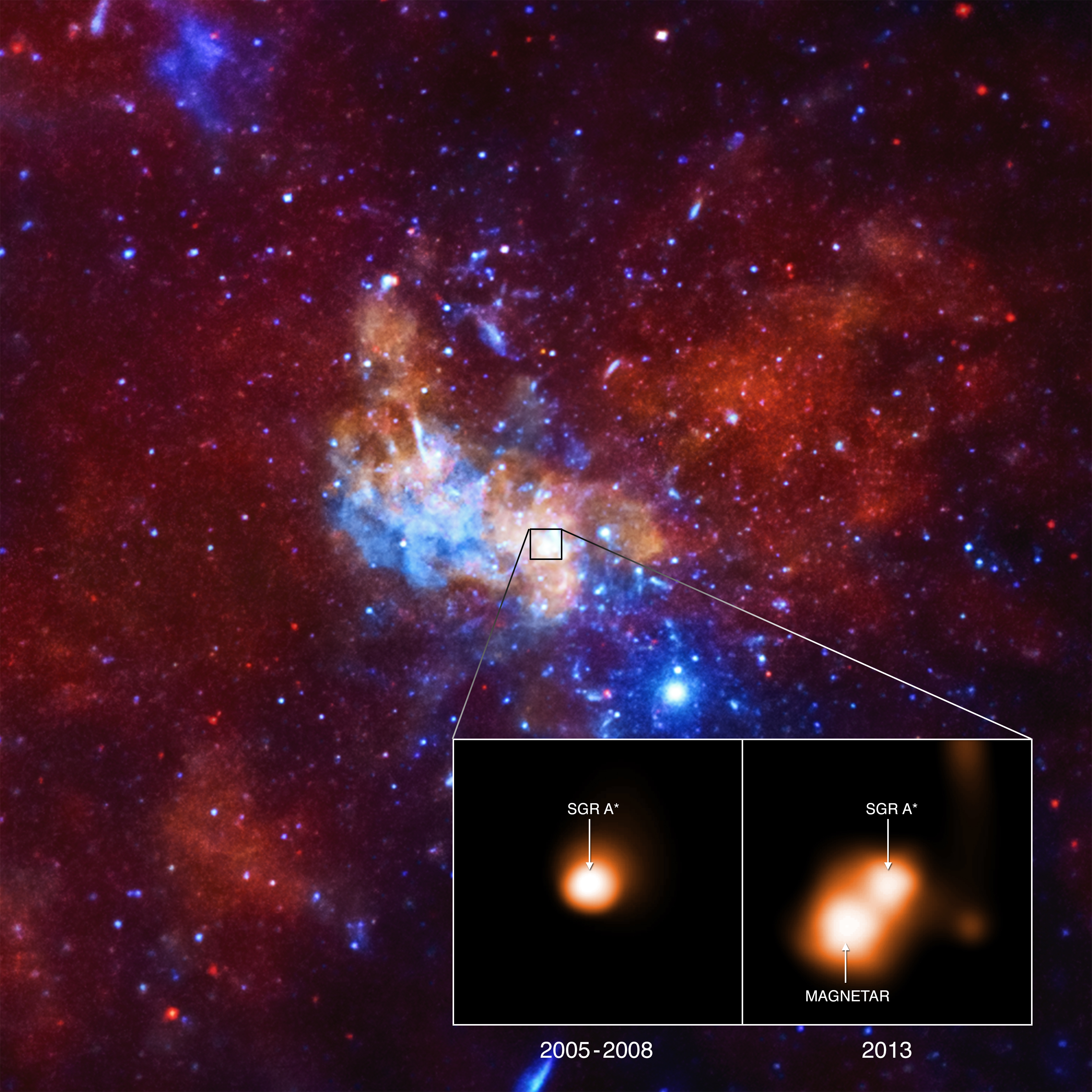
PSR J1745−2900 in einer Aufnahme vom Chandra

PSR J1745−2900, auch SGR J1745−29, ist ein Magnetar in einer Entfernung von 3 Bogensekunden vom supermassereichen Schwarzen Loch Sagittarius A* im Zentrum der Milchstraße. Der Magnetar liegt im Sternbild Schütze. Seine Emissionen wurden zunächst vom Forschungssatelliten Swift am 24. April 2013 entdeckt und mit Hilfe von NuSTAR als periodisch identifiziert; weitere Untersuchungen mit dem Radioteleskop Effelsberg und anderen Teleskopen folgten. Das Objekt eröffnet die Möglichkeit zur Untersuchung der Magnetisierung des Gases im äußeren Bereich der Akkretionsscheibe von Sgr A*, was für deren Verständnis von entscheidender Bedeutung ist.
Der Magnetar hat ein Alter von etwa 9000 Jahren. Die Magnetische Flussdichte beträgt 1014 Gauß (10 Gigatesla). Das Dispersionsmaß mit 1778 pc/cm³, und das Rotationsmaß mit 66.960 rad/cm², sind die größten Maße, die bei Pulsaren gemessen wurden.